# ایماسا کایومی
ایماسا کایومی (انگلیسی: Iemasa Kayumi; ۳۱ اکتبر ۱۹۳۳ – ۳۰ سپتامبر ۲۰۱۴) بازیگر، و صداپیشه اهل ژاپن بود. وی بین سال‌های ۱۹۵۶ تا ۲۰۱۴ میلادی فعالیت می‌کرد.